# Марко Томаш
Марко Томаш (Љубљана, 19. децембар 1978) босанскохерцеговачки је песник и новинар.

## Биографија
Основну школу је похађао у Мостару и Кљајићеву. Гимназију је завршио у Сомбору. Вративши се у Мостар уписао је редовне студије права и студије Бошњачког језика и књижевности. Након две године прекинуо је студије и заједно с пријатељима основао Alternativni institut, удружење за мултимедијалне уметничке пројекте, те покренуо часопис за књижевност Kolaps и едицију Kolaps book production, где је био уредник. Од 2001. до 2003. боравио је у Сарајеву на привременом раду. Често је мењао места боравка, па је живео и у Сарајеву, Загребу, Београду, Сплиту и многим другим градовима широм бивше Југославије. Тренутно живи у Мостару где је гласноговорник и водитељ клуба OKC Abrašević.

## Књижевни рад
Један је од покретача и уредника часописа и едиције Колапс. Поезију и прозу је објављивао у БиХ, хрватској и српској периодици, новинске текстове у Danima, Glasu Istre и Feral tribune-u. Дневничке записе, есеје, политичке и спортске коментаре објављује на порталима zurnal.ba и lupiga.com и у часопису Urban Magazin. Добитник је награда Super Cyber Story за причу и Farah Tahirbegović за ангажман у култури Босне и Херцеговине.
„Оно што одликује његово стваралаштво, без обзира на форму и жанр је искреност. Вечна животна преиспитивања, непретенциозност, снажне емоције, разна лица љубави, меланхолија, рат, али и боје свакодневице — карактеристике су његове поезије и прозе. Својом поезијом Марко живи живот изван прописаних правила“, каже се у саопштењу издавача.
Његове песме су превођене на италијански, пољски, немачки, словеначки, енглески и албански језик.
Један је од најуспешнијих и најпопуларнијих савремених песника са балканског простора.
Једно од његових најпознатијих дела је песма Писмо Вењички, инспирисана поемом Москва Петушки руског писца Венедикта Јерофејева.

## Књижевна дела
- "L'amore al primo binocolo" (sа Мехмедoм Бегићем, Н. Ћишићем и Веселинoм Гаталоoм, 2000.
- "Три пута тридесет и три једнако" (с М. Бегићем и Н. Ћишићем) Мостар, 2001.
- "С рукама под главом" Загреб, 2002.
- "Мама, ја сам успјешан" Загреб, 2004.
- "Живот је шала" Загреб, 2005.
- "Марко Томаш и друге пјесме" Загреб-Сарајево, 2007.
- "Збогом, фашисти" Сарајево, 2009.
- "Булевар народне револуције" Загреб, 2013.
- "Варање смрти - изабране песме" Београд, 2014.
- "Ивица Осим - утакмице живота" Зеница-Београд, 2014.
- "Колодвор и параноја" Београд, 2015.
- "Одрастање меланколије" Београд, 2015.
- "Црни молитвеник" Загреб-Београд, 2015.
- "Регата папирних бродова" Београд, 2017.
- "Тридесет девети мај" Београд, 2018. Загреб, 2019.
- "Писма с југа" (књига есеја и колумни) Београд, 2019.
- "Пјесме са границе" (трилогија - састављена од последње три збирке песама) Сарајево, 2019.
- "Желим постати терорист" (књига изабраних песама) Љубљана, 2019.
- "Немој ме будити" (први роман) Београд, 2019.